# Roodvleugelbosral
De roodvleugelbosral (Aramides calopterus) is een vogel uit de familie van de rallen, koeten en waterhoentjes (Rallidae).

## Verspreiding en leefgebied
Deze soort komt voor in het westelijk Amazonebekken van oostelijk Ecuador tot noordoostelijk Peru en westelijk Brazilië.